# Jenia Tversky

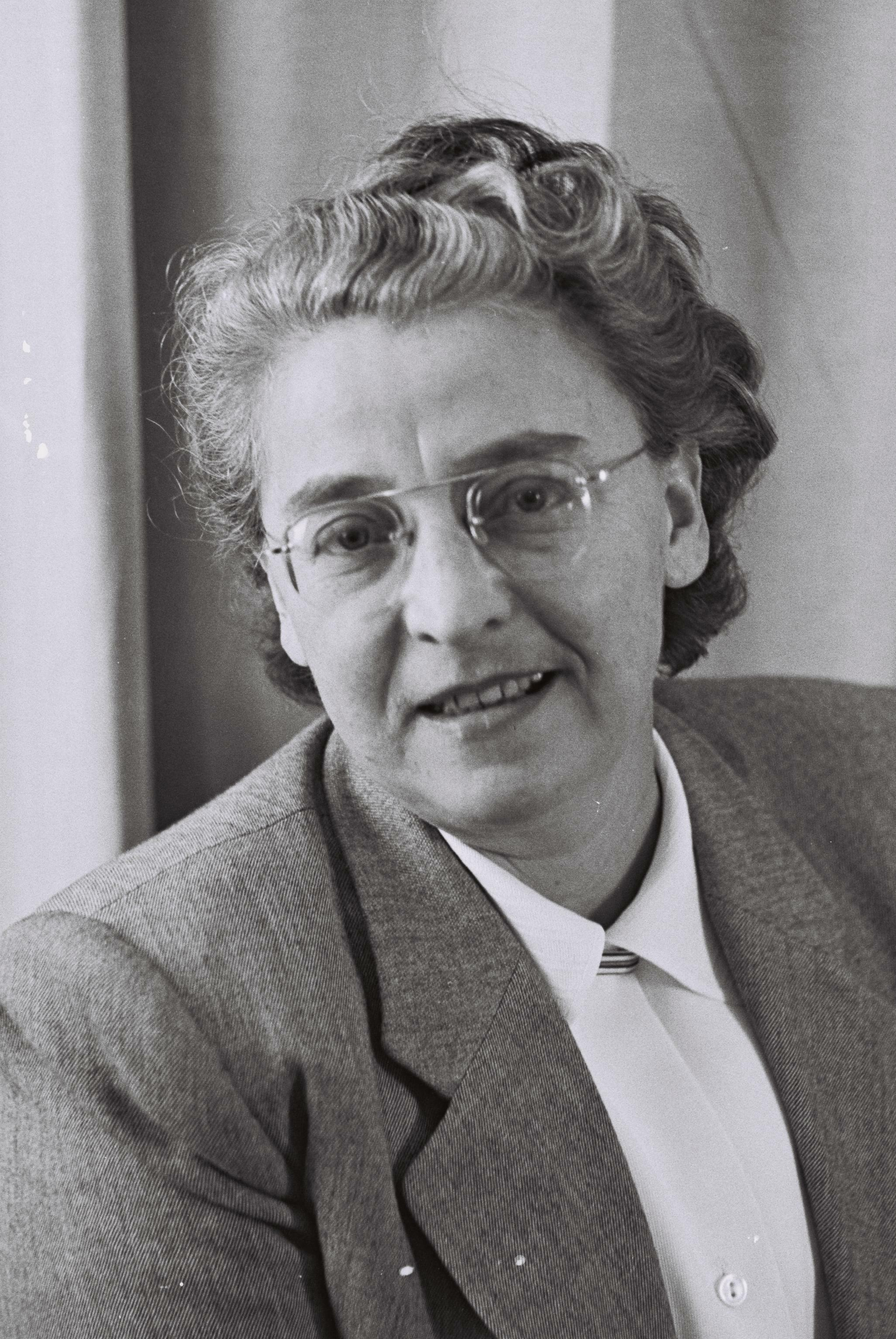
Jenia Tversky (1951)

Jenia Tversky hebräisch ז'ניה טברסקי, geborene Jewgenia Ginzburg (geboren 16. August 1904 in Baranawitschy, Russisches Kaiserreich; gestorben 9. April 1964 in Israel) war eine israelische Sozialarbeiterin und Politikerin.

## Leben
Jewgenia Ginzburg absolvierte ein Gymnasium und besuchte die Universität Warschau und eine Schule für Sozialarbeit in Berlin. 1923 wanderte sie nach Palästina aus und arbeitete dort als Sozialarbeiterin unter der jüdischen Bevölkerung. In Haifa leitete Jenia Tversky von 1932 bis 1942 den Sozialdienst. Von 1942 bis 1948 war sie in einer ähnlichen Funktion in Jerusalem tätig. Nach dem Ende des nationalsozialistischen Regimes arbeitete sie auch eine Zeitlang in Europa als Sozialarbeiterin unter Holocaustüberlebenden. Tversky war Mitglied im Führungskomitee der Gewerkschaft Histadrut.
Bei der Parlamentswahl in Israel 1949 kandidierte Tversky auf einem der hinteren Listenplätze der Mapai. Als Nachrückerin erhielt sie das Mandat in der Knesseth erst kurz vor den Neuwahlen zur 2. Knesseth 1951, in die sie dann sofort gewählt wurde. Sie kandidierte auch bei den folgenden Wahlen in den Jahren im Jahr 1955, 1959 und 1961, wurde 1959 sofort gewählt und war in den beiden anderen Parlamenten wiederum jeweils Nachrückerin.
Sie war mit dem Veterinär Josef Tversky verheiratet. Ihr Sohn Amos Tversky (1937–1996) war Wirtschaftspsychologe.